# Спокойной ночи, мистер Том
«Споко́йной но́чи, ми́стер Том» (англ. Goodnight Mister Tom)  — роман английской писательницы Мишель Магориан, события которого происходят в начальный период Второй Мировой Войны в Великобритании. Роман не издавался официально на русском языке.

## Сюжет
Маленького Уилли Бича эвакуируют из Лондона в сельскую местность, еще совсем немного и Британия вступит во Вторую Мировую Войну.
Подавленный и грустный ребенок, начинает постепенно расцветать в любви и заботе пожилого Тома Оукли, однако счастье рушится в одночасье, когда мама мальчика забирает Уилли обратно домой.
Роман экранизирован (англ.) британским телевидением в 1998 году с Джоном Тоу в роли Тома Оукли.